# Stiphropella gracilis
Stiphropella gracilis Lawrence, 1952 è un ragno appartenente alla famiglia Thomisidae.
È l'unica specie nota del genere Stiphropella.

## Distribuzione
L'unica specie oggi nota di questo genere è stata rinvenuta in Sudafrica

## Tassonomia
Nella pubblicazione del descrittore il nome proprio della specie era S. gracile; poiché vige il principio di concordanza di genere grammaticale fra il nome del genere e quello della specie, ed essendo gracile il genere neutro dell'aggettivo latino gracilis, -e, si è variata la forma con gracilis, l'attuale nome, che concorda con Stiphropella che è di genere femminile.
Dal 1952 non sono stati esaminati altri esemplari, né sono state descritte sottospecie al 2015.